# Wólka Dłużewska
Wólka Dłużewska – wieś sołecka w Polsce położona w województwie mazowieckim, w powiecie mińskim, w gminie Siennica. Przez miejscowość przepływa rzeka Świder, która jest dopływem Wisły.
W latach 1975–1998 miejscowość administracyjnie należała do województwa siedleckiego.
W Wólce Dłużewskiej wznosi się Wólczańska Góra będąca ozem. W Polsce jest to rzadkość, oz jest jedyny w powiecie. Zbudowany jest ze żwirów i piasków płynącej na lodowcu i w jego szczelinach wody. Długość ozu wynosi 260 m., szerokość podstawy części południowej 120 m., a północnej 240 m. Bezwzględna wysokość ozu wynosi 151 m n.p.m., a wysokość od podnóża 24 m. Od 1978 r. jest to rezerwat przyrody.
Wierni Kościoła rzymskokatolickiego należą do parafii św. Stanisława Biskupa Męczennika w Siennicy.